# Olmito and Olmito
Olmito and Olmito – jednostka osadnicza w Stanach Zjednoczonych, w stanie Teksas, w hrabstwie Starr.